# Walram III van Meulan
Walram III van Meulan (-8 december 1069) was een zoon van Hugo I van Meulan en van Oda van Vexin. Hij volgde zijn vader in 1005 op als burggraaf van Meulan en noemde zich rond 1015 graaf. Samen met Odo II van Blois bestreed hij in 1013 Richard II van Normandië en vervolgens Robert II van Frankrijk. Nadien kiest hij de kant van de koning van Frankrijk en gaat hij een alliantie aan met Robert van Normandië. Walmram staat vrijstelling van tol toe aan de abdij van Fécamp. Samen met zijn neef Rudolf IV van Vexin bestrijdt hij in 1041 Hendrik I, maar wordt verslagen en het is pas dankzij de tussenkomst van Robert de Duivel dat hij zijn bezittingen kan behouden.
Walram was gehuwd met Oda, en werd de vader van:
- Hugo III (-1081)
- Adela (-1081).

Daarnaast had hij nog verschillende bijzitten en verschillende natuurlijke kinderen.